# Draft NFL 1964
Il Draft NFL 1964 si è tenuto il 23 dicembre 1963.

## Primo giro
|  | = Pro Bowler |  | = Hall of Famer |

| Scelta # | Squadra             | Giocatore      | Ruolo            | College             |
| -------- | ------------------- | -------------- | ---------------- | ------------------- |
| 1        | San Francisco 49ers | Dave Parks     | End              | Texas Tech          |
| 2        | Philadelphia Eagles | Bob Brown      | Offensive tackle | Nebraska            |
| 3        | Washington Redskins | Charley Taylor | Halfback         | Arizona State       |
| 4        | Dallas Cowboys      | Scott Appleton | Tackle           | Texas               |
| 5        | Detroit Lions       | Pete Beathard  | Quarterback      | Southern California |
| 6        | Minnesota Vikings   | Carl Eller     | Defensive end    | Minnesota           |
| 7        | Los Angeles Rams    | Bill Munson    | Quarterback      | Utah State          |
| 8        | Baltimore Colts     | Marv Woodson   | Halfback         | Indiana             |
| 9        | St. Louis Cardinals | Ken Kortas     | Tackle           | Louisville          |
| 10       | Pittsburgh Steelers | Paul Martha    | Halfback         | Pittsburgh          |
| 11       | Cleveland Browns    | Paul Warfield  | Halfback         | Ohio State          |
| 12       | New York Giants     | Joe Don Looney | Back             | Oklahoma            |
| 13       | Green Bay Packers   | Lloyd Voss     | Tackle           | Nebraska            |
| 14       | Chicago Bears       | Dick Evey      | Tackle           | Tennessee           |

## Hall of Fame
All'annata 2013, ben undici giocatori della classe del Draft del 1964 sono stati inseriti nella Pro Football Hall of Fame, più di qualsiasi altra annata:
- Paul Warfield, Halfback dalla Ohio State University Taken scelto come 11º assoluto dai Cleveland Browns.

Induzione: Professional Football Hall of Fame, classe del 1983.
- Charley Taylor, Halfback dalla Arizona State University scelto come 3º assoluto Washington Redskins.

Induzione: Professional Football Hall of Fame, classe del 1984.
- Roger Staubach, Quarterback da Navy taken scelto nel 10º giro (129º assoluto) dai Dallas Cowboys.

Induzione: Professional Football Hall of Fame, classe del 1985.
- Leroy Kelly, Running Back da Morgan State scelto nell'8º giro (110º assoluto) dai Cleveland Browns.

Induzione: Professional Football Hall of Fame Class of 1994.
- Mel Renfro, Cornerback da Oregon scelto nel secondo giro (17º assoluto) dai Dallas Cowboys.

Induzione:  Professional Football Hall of Fame, classe del 1996.
- Paul Krause, Safety da Iowa scelto nel secondo giro (18º assoluto) dai Washington Redskins.

Induzione: Professional Football Hall of Fame, classe del 1998.
- Dave Wilcox, Linebacker da Oregon scelto nel terzo giro (29º assoluto) dai San Francisco 49ers.

Induzione: Professional Football Hall of Fame, classe del 2000.
- Bob Brown, Offensive Tackle dalla University of Nebraska–Lincoln scelto come secondo assoluto dai Philadelphia Eagles.

Induzione: Professional Football Hall of Fame, classe del 2004.
- Carl Eller, Defensive End dalla University of Minnesota scelto come sesto assoluto Minnesota Vikings.

Induzione: Professional Football Hall of Fame, classe del 2004.
- Bob Hayes, Wide Receiver da Florida A&M scelto nel settimo giro (88º assoluto) dai Dallas Cowboys.

Induzione: Professional Football Hall of Fame, classe del 2009.
- Bill Parcells, Offensive Tackle dalla Wichita State University scelto nel settimo giro (89º assoluto) Detroit Lions

Induzione: per i meriti conseguiti come capo-allenatore, Professional Football Hall of Fame, classe del 2013.